# 素敵なあなた (TBS)
『素敵なあなた』（すてきなあなた）は、1996年9月30日から1997年3月28日までTBS系列 で平日15:00 - 15:55（JST）に放送されたTBS製作の生活情報番組である。

## 概要
TBSビデオ問題によって『スーパーワイド』が急遽打ち切りになったため、平日14時台・15時台はしばらく再放送で穴埋めされていたが、15時台に限りおよそ4か月ぶりに生放送番組を再開。同時期に終了した『モーニングEye』の司会者・山本文郎をメインキャスターに迎えた。
TBSが報道系ワイドショーからの撤退を宣言したため、本番組は同時にスタートした『はなまるマーケット』と同様に芸能や報道は扱わず、生活情報を中心とした内容であった。『はなまるマーケット』が家事を中心とした内容に対し、本番組は主にファッション、グルメ、旅行などを取り上げていた。
また年末などを中心に、1週間、放送時間が14:00 - 15:55の拡大版が放送されたこともあった（一部地域を除く）。

## 出演者
- 山本文郎 ： メインキャスター。元TBSアナウンサー。
- 大島さと子 ： メインキャスター。
- 水島裕 ： 曜日担当レポーター[3]。
- 福田直代：レポーター　レギュラー